# Carlo Rossi (Diplomat)
Carlo Alessandro Graf Rossi (* 1797; † 5. Februar 1864 in Brüssel) war ein Diplomat des Königreichs Sardinien und Ehemann der Opernsängerin Henriette Sontag.

## Leben
Carlo Rossi wurde als ein Sohn von Nicolò Rossi (1754–1802) und dessen Ehefrau Maria Angela Baciocchi (1758–1819) in eine korsische Familie geboren. Mütterlicherseits entstammte er niederem korsischen Adel. Durch die Ehe seines Onkels Félix Baciocchi, der als Gatte von Elisa Bonaparte und Schwager von Napoleon Bonaparte zum Fürsten von Lucca und Piombino erhoben wurde, gehörte er zum Umkreis der französischen Kaiserfamilie. Diesem Umstand verdankte auch seine ältere Schwester Flaminia, die 1810 am westphälischen Hofe von Jérôme Bonaparte mit dem Erbprinzen Florentin zu Salm-Salm vermählt wurde, ihren sozialen Aufstieg. Dort diente Carlo als Offizier in den Streitkräften des Königreichs Westphalen. Ein Cousin Rossis war der Bibliophile Giovanni Francesco Graf Rossi (1796–1854), der 1849 Maria Luisa von Bourbon-Parma heiratete, die Witwe des Prinzen Maximilian von Sachsen.
Carlo Rossi beschritt in der Ära der Restauration eine Karriere im diplomatischen Dienst des nach dem Wiener Kongress neuerstandenen Königreichs Sardinien. Als er Legationssekretär der Gesandtschaft Sardinien-Piemonts im Königreich der Vereinigten Niederlande zu Den Haag war, heiratete er Anfang 1828 heimlich und gegen den Willen seiner Familie in Paris die bereits berühmte deutsche Opernsängerin Henriette Sontag. Ihre Ehe wurde unterstützt durch den preußischen König Friedrich Wilhelm III., der die von ihm als Sängerin verehrte Sontag kurzerhand nobilitierte, damit die diplomatische Karriere ihres Gatten durch eine Mesalliance nicht gefährdet war. Das Paar bekam sieben Kinder. Spätestens nach der Geburt des ersten Kindes wurde ihre Ehe publik. Sie gab ihre Bühnenkarriere 1830 vorerst auf, nur noch gelegentlich trat sie in Hof- und Wohltätigkeitskonzerten auf. 1830 wurde Rossi Botschafter seines Landes in Den Haag. Eine 1834 beschlossene Versetzung nach Rio de Janeiro wurde rückgängig gemacht. 1835 wurde er als außerordentlicher Gesandter und bevollmächtigter Minister Karl Alberts von Sardinien-Piemont beim Deutschen Bund in Frankfurt am Main akkreditiert. Es folgten weitere Missionen als sardinischer Gesandter in Sankt Petersburg (1838–1843) und Berlin (1843–1848). 1849 wurde er pensioniert, woraufhin seine Gattin wieder die Bühne betrat, um die finanzielle Situation der Familie zu stabilisieren. Ehe sie 1854 an der Cholera starb, sang sie erfolgreich im Vereinigten Königreich, in Frankreich, Deutschland, den Vereinigten Staaten und Mexiko.
Carlo Rossi starb im Alter von 67 Jahren in Brüssel, wo damals sein ältester Sohn der italienischen Gesandtschaft zugeteilt war. Sein Leichnam wurde neben dem seiner Gattin in einer Kapellengruft des Klosters St. Marienthal in der Oberlausitz bestattet.